# Vlag van Neder-Betuwe

Vlag van de gemeente Neder-Betuwe
(sinds 2014)

Vlag van de gemeente Neder-Betuwe
(2003-2014)

De vlag van Neder-Betuwe werd op 18 september 2014 vastgesteld als de gemeentelijke vlag van de Gelderse gemeente Neder-Betuwe. De beschrijving van de vlag luidt als volgt:
Twee horizontale banen van blauw en wit. Over de twee banen een klimmende leeuw, gedeeld van boven geel en van onderen rood. De nagels en tong van de bovenste helft in rood, de nagels van de onderste helft eveneens in rood. 
Het ontwerp van de vlag is van Folkert Schuurman van de Historische Kring Kesteren e.o.. De kleuren van de vlag en de leeuw zijn afkomstig van het gemeentewapen. De vlag staat symbool voor het samengaan van de voormalige gemeentes Echteld, Kesteren en Dodewaard. De kleuren blauw en wit kwamen in de wapens van de drie voormalige gemeentes voor, evenals een leeuw. De bovenste helft heeft is afgeleid van de Gelderse leeuw in de kleuren zoals hij in de wapens van Kesteren en Dodewaard was getekend, echter met een enkele staart; de onderste helft van de leeuw is afgeleid van de leeuw uit het familiewapen Van Wijhe tot Echteld, zoals hij in het wapen van Echteld voorkwam. De blokjes die bij de wapens voorkomen zijn in de vlag weggelaten om het geheel niet te onrustig te doen overkomen. De leeuw staat, zoals bij Nederlandse vlaggen gebruikelijk, op de scheiding van broeking en vlucht.
Tot de ingebruikname van bovenstaande vlag gebruikte de gemeente een logovlag.

## Verwante afbeeldingen

Wapen van Neder-Betuwe
Wapen van Kesteren
Wapen van Dodewaard
Wapen van Echteld

Aalten ·
Apeldoorn ·
Arnhem ·
Barneveld ·
Berg en Dal ·
Berkelland ·
Beuningen ·
Bronckhorst ·
Brummen ·
Buren ·
Culemborg ·
Doesburg ·
Doetinchem ·
Druten ·
Duiven ·
Ede ·
Elburg ·
Epe ·
Ermelo ·
Harderwijk ·
Hattem ·
Heerde ·
Heumen ·
Lingewaard ·
Lochem ·
Maasdriel ·
Montferland ·
Neder-Betuwe ·
Nijkerk ·
Nijmegen ·
Nunspeet ·
Oldebroek ·
Oost Gelre ·
Oude IJsselstreek ·
Overbetuwe ·
Putten ·
Renkum ·
Rheden ·
Rozendaal ·
Scherpenzeel ·
Tiel ·
Voorst ·
Wageningen ·
West Betuwe ·
West Maas en Waal ·
Westervoort ·
Wijchen ·
Winterswijk ·
Zaltbommel ·
Zevenaar ·
Zutphen